# トンブリ級海防戦艦
| トンブリ級海防戦艦                                             | トンブリ級海防戦艦                                                                                          |
| -------------------------------------------------------------- | --- |
| 1938年9月12日に撮影された「トンブリ」 横浜港に入港した際のもの | |
| 艦級概観                                                       | |
| 艦種                                                           | 砲艦（モニター艦） もしくは海防艦                                                                           |
| 艦名                                                           | |
| 前級                                                           | - |
| 次級                                                           | - |
| 性能諸元                                                       | |
| 排水量                                                         | 常備：2,015トン 満載：2,265トン                                                                             |
| 全長                                                           | 76.5m |
| 垂線長                                                         | -m |
| 全幅                                                           | 14.4m |
| 吃水                                                           | 4.2m |
| 機関                                                           | 重油専焼MAN製ディーゼル機関2基2軸推進                                                                       |
| 最大出力                                                       | 5,200hp |
| 最大速力                                                       | 15.5ノット                                                                                                  |
| 航続距離                                                       | 12ノット/5,800海里                                                                                          |
| 燃料                                                           | 重油：150トン                                                                                               |
| 乗員                                                           | 155名 |
| 兵装                                                           | 三年式 20.3cm（50口径）連装砲2基 四〇口径四一式八糎平射砲4基 毘式四十粍機銃2基 ホ式十三粍高射機関砲 単装2丁 |
| 装甲                                                           | 舷側：63mm（水線部） 甲板：25～38mm（主甲板） 主砲塔：102mm バーベット：102mm（最厚部） 司令塔：102mm       |

トンブリ級海防戦艦（ とんぶりきゅうかいぼうせんかん、HTMS Dhonburi Class Coastal defense ship）は、日本で建造され、タイ海軍が運用した海防戦艦の級名。砲艦（モニター艦）と見做されることもある。

## 概要
本級はタイ海軍が自国の沿岸防御のために、フランス海軍の東洋艦隊を仮想敵として計画し、大日本帝国の民間造船所で建造した軍艦である。
1934年のタイ海軍第一回拡張計画で計画された。当時のタイ海軍は自国で近代的戦闘艦を建造することが出来ず、外国で建造した艦艇を輸入する方法で海軍力を増強していた。その流れの中で、水雷艇（駆逐艦）をイタリア王国に、砲艦や潜水艦やタンカーなどを大日本帝国に発注した。
1番艦トンブリ・2番艦スリ・アユタヤ共に日本・神戸の川崎造船所で建造されており、1936年に起工、1938年に竣工してタイ海軍に引き渡された。
1番艦トンブリは1941年に、2番艦アユタヤは1951年に、それぞれフランス海軍との交戦／クーデターに伴う内戦により戦闘で損傷し、両艦ともに後に解体処分とされたが、トンブリの艦橋部分と砲塔は保存されて2019年現在も現存している。
第2次世界大戦終戦以前に日本で建造された軍艦は、ほぼすべてが沈没するか解体されているため、陸上で保存されている本級の砲塔と艦橋構造物は貴重な存在である。

## 構成
本級は砲艦ラタナコシンドラ級の拡大型として計画され、2,000トン級の船体で20cm連装砲2基という重武装と一定の外洋航行能力を両立させる目的から、船体は艦首甲板の高い長船首楼型とした。船体形状は凌波性を持たせるため強く傾斜したクリッパー型艦首から前部甲板に強いシア（甲板の反り返り）を付け、前半部の乾舷を高めている反面、重心低下のため艦中央部より後方の乾舷は水面付近まで低くしてバランスを取っていた。高温多湿のインド洋で使用されるために通風を優先して舷側には上下2列の舷窓が全長一杯に配置しており、下段は水線部装甲以外の前後部に設けられた。
伸び上がった艦首甲板から一番下がった部分に測距儀を収めた20cm連装砲塔（日本の五十口径三年式二〇糎砲と同形）1基を配置し、この1番主砲塔から後部で甲板は艦橋部で最も持ち上がる。
本級の艦橋部分は近代的な塔型艦橋の三段構造で、一段目は操舵艦橋、二段目が戦闘艦橋となっており、側面部は柵の付いた見張り台となっていた。三段目が対空見張り台でその後部から中段部に探照灯台が配置した測距儀台が立つ。艦橋デザインは同世代の日本海軍の重巡洋艦古鷹型・青葉型との類似性が見られた。
艦橋を形成している上部構造物の両舷には、7.62cm高角砲を単装砲架で片舷に各2基ずつ計4基配置している。艦橋背後の上部構造物上に軽構造の三脚式の前部マスト立ち、そこから甲板一段分下がって中央部甲板上には中段に探照灯台1基を配置する小判型断面の1本煙突が立つ。煙突両舷にはグース･ネック（鴨の首）型クレーンが片舷1基ずつ計2基が装備されており、その後方の艦載艇置き場から艇を水面部に上げ下ろしできる様になっていた。艦載艇置き場の後方は更に甲板一段分下がって後部甲板が始まり、そこに簡素な単脚式の後檣と頂上部に見張り台を持つ後部艦橋が配置され、その背後に後向きに後部主砲塔が1基搭載されている。一段目の見張り台と後部見張り台には毘式四十粍機銃(ヴィッカース製QF 2ポンド砲 Mk VII)を連装砲架で1基ずつ計2基を配置していた。
本艦は日本で建造されたこともあり、艤装は1930年代後半当時の日本が建造した艦船と同様のものと思われる。一例として主砲塔の外見は妙高型重巡洋艦のD型砲塔に酷似している。この砲塔は佐世保海軍工廠で製造され、神戸造船所に輸送された。
船体の大きさの割に重武装であり、やや安定性に欠けていた可能性もある。

### 機関部
船体が小型なために機関は大型な物を搭載できず、ドイツのMAN社製ディーゼル機関を二基積み、二軸推進で出力5,200馬力、速力15.5ノットを出した。燃料搭載量は重油150トンで、12ノットで5,800海里を航行することが出来た。

## 艦歴
1番艦トンブリと2番艦スリ･アユタヤは、日本の川崎重工神戸造船所の同一船台上で順次建造された。2隻は1936年に起工、スリ･アユタヤは1937年（昭和12年）7月24日に進水、1938年（昭和13年）6月16日に竣工した。トンブリは1938年（昭和13年）1月31日に進水した。同年8月5日に竣工、プラヤー・スィー・セナー公使など立ち合いのもと、引渡し式をおこなう。9月12日には横浜を訪問した。タイに移動後、同海軍の旗艦としてタイの海を守りつつ諸外国の海軍士官を招いて交流を続けた。オランダ領東インド（オランダ）とは、微妙な緊張関係になった。
タイ海軍は本級や、新型巡洋艦のために造船所を拡張しつつあった。だが第二期建艦計画により、イタリアに発注した軽巡洋艦2隻は、第二次世界大戦の勃発で建造が遅れ、最終的にイタリア海軍のエトナ級軽巡洋艦となった。
トンブリ級はタイ海軍の有力な艦艇であり続けた。
トンブリは1941年1月17日のコーチャン島沖海戦で、ヴィシー政権側のフランス軍に所属する軽巡ラモット・ピケ等と交戦する。この海戦で損傷し、擱坐した。
その後はタイの依頼により神戸の川崎重工が離礁作業を請け負った。同年8月下旬、日本サルベージの手で引き上げに成功する。しかし船体の破損は著しく、戦後も永らく繋留状態のままで練習艦等として使用されていたが、老朽化が進み、後に砲塔と艦橋構造物のみを海軍兵学校の校庭に陸揚げして保存し、これ以外は解体処分とされた。
スリ･アユタヤはコーチャン島沖海戦での被害はなく、その後も健在であった。太平洋戦争終結後、1951年6月のクーデターの際に座礁し、その直後にタイ陸軍からの砲撃を受けて6月30日に大破・沈没し、後に浮揚されて解体された。

## 同型艦
- トンブリ（Dhonburi） - 神戸で建造[注釈 18]。1936年起工　1938年1月31日進水[39]　1938年8月5日竣工（引渡し）[23]　1941年1月17日に海戦で損傷し転覆、9月にサルベージ成功[40]。後に解体
- スリ・アユタヤ（Sri Ayuthia）- 1936年7月12日起工　1937年7月24日進水[21]　1938年6月16日竣工[注釈 19]　1951年6月大破・沈没　後に解体

### 注
1. ↑  砲艦「トンブリ―」進水式(昭和十三年一月)[2]　暹羅國海軍砲艦「トンブリ―」　要目　長75.000米　幅13.410米　吃水4.215米　排水量2,265瓲　速力15.5節　株式會社川崎造船所
2. ↑  沿岸警備艦（Coastal defense ship、海防艦）[3]。
3. ↑  本艦を日本に発注した時点での国名は「シャム（暹羅）」で[8]、1939年6月下旬より「タイ」と呼称するようになった[9]。
4. 1 2  海軍[14](中略)泰國海軍は沿岸防備を主眼とするもので、一九三六年初頭に於ける海軍力は驅逐艦三、水雷艇四、千噸級砲艦二、小砲艦四、海防艦一、日本製の皇室用ヨット一、其の他八隻の總計一萬噸強、士官三五二名、下士官以下四,七二六名であつた。
　其の後、水雷艇二隻(伊國製)、沿岸防備艇三隻(英國製)、掃海艇一隻(英國製)竣工し、更に一九三五―三六年以降、海軍再建第一期六箇年計畫、總費一千八百萬銖を以て艦船の充實に努め、是等を各國の競爭入札に附したる結果、伊國に三百噸水雷艇七隻を註文した外は悉く日本に落札し、我國にては合計十二隻の建造を引受け、浦賀造船所(練習艦二隻)、神戸三菱造船所(潜水艦四隻)、神戸川崎造船所(砲艦二隻)、東京石川島造船所(警備艇三隻)、函館ドック(給油艦一隻)に配分して(總費二千三百萬圓)建造し、砲艦トンブリ―を殿りとして昭和十三年九月全部囘航を終つた。この外四,八〇〇噸巡洋艦二隻を伊太利に註文しトリエスト造船所に於て建造中である。
　政府は厖大なる第二次建艦計畫に着手し近く巡洋艦二隻(各五千噸級、一隻の經費約一千萬銖)の建造註文をなす豫定であるが、右二隻の第一艦はナレスアンと命名さるべく、一九四〇年起工、一九四三年完成の筈である。(以下略)
5. ↑  本級と同時期に日本で建造されタイ王国に導入されたメクロン級スループは、ネームシップのメクロンが博物館船となっている。また日本で建造されたマッチャーヌ級潜水艦のマッチャーヌの船橋も保存されている。
6. ↑  イギリスで建造、1,000トン級、15cm砲2基。
7. ↑  これらはタイ王立海軍博物館に移設した実物が展示されている。
8. ↑  当時のニュース映像から、艦後部の形状が観察できる[4]。
9. ↑  ポムポム砲を日本でライセンス生産したもの。
10. ↑  (中略)理由[16]　本發射臺ハ暹羅國二十糎砲塔製造ノ爲當工廠ガ呉廠ヨリ借用中ノモノニテ更ニ呉廠ニ於ケル二十糎砲塔工事ノ關係上是非共九月下旬到着ニテ呉廠ニ返却ノ要アリ（終）
11. ↑  20センチ連装砲塔の海上輸送には、特務艦「知床」が用いられた[18][19]。
12. ↑  四.タイの海・空・陸軍[20]　軍隊の方を見てみますと、御承知のやうにタイの海軍は日本で軍艦を建造し、日本海軍の訓練指導を受けて以來、彼等の海軍は日本製軍艦を中樞部隊とし、かなり強化されたのであります。／　今度の戰爭に於て彼等の日本で造った優秀なる軍艦がフランス艦隊にやられましたが、この軍艦につきまして面白いエピソードもございます。それは此席に海軍の長老の方々もおいででございまして、申上げるまでもないことと思ひますが、軍艦の搭載砲数といふものが決って居るにも拘らず、タイ側では更に二門多く積んでくれといふ、搭載砲の限定があることを幾ら説明しても肯かないので仕方がないので、二門多く積んでやったさうであります。その為に少し安定感が悪いさうであります。斯んな事もあっさりフランスの軍艦にやられた理由であらうといふ風に申す者もございます。(以下略)
13. ↑  シャムの砲艦進水　川崎造船所で(神戸三十一日本社特電)[22]　川崎造船所で建造中のシャム國砲艦アユデュア號の姉妹艦トンブリ―號(二二六五トン)の晴れの進水式は三十一日朝同造船所で華々しく擧行された、性能は左のごとし　長さ七十五米、幅十三米四一〇、喫水四米二一五、排水量二二六五噸、速力一五〇五ノット
14. ↑  新艦の要目[27]　目下イタリートリエスト造船所に於て建造中なるタイ國政府注文の巡洋艦二隻の主要目は次の如く發表された。即ち排水量四,八〇〇噸速力三〇節以内、兵装一五二粍砲六門、尚別表によるとタイ海軍は新艦就役に伴ひ舊式艦を數隻除籍したとの由である。(四月二十七日)
15. ↑  第二次建艦計畫に着手[28]　海軍は近く戰艦二隻(各五,〇〇〇噸級一隻の經費約一,〇〇〇萬銖)の建造を注文すべく、之は第二次海軍擴張計畫の第一着手をなすものである。右二隻中の第一船はNaresuanと命名せらるべく、来年起工し完成は佛暦二四五八年末(一九四三年)の豫定であると。(五月十四日)／艦名はナレスアン、タクシンであった[29]。
16. ↑  なお本艦と交戦して損傷したラモット・ピケの修理は、日本がおこなった[35][36]。
17. ↑  沈没艦引揚成功[37]　タイ灣に沈没中のタイ軍艦ドンブリ號(二千二百噸)引揚作業は去る五月中旬より日本サルヴェージ上田技師以下が必死の努力を續けて來たが遂に去る八月廿八日浮揚作業に成功、九月三日無事サタヒフ軍港に曳航した。現場附近は水深五米餘であるが、潮流早く風波荒く、加ふるに海底は泥深きため同艦のマスト、砲塔艦橋は完全に泥中に埋没して作業は困難を極めた。この日本サルヴェージの成功にはルアン・シン海軍司令始め現場に立會つたタイ海軍關係者も大いに感激したといふ。(九・一二 ― 盤谷同盟電)
18. ↑  9.外國艦船本邦沿岸出入一覧　昭和13年[38]〔　暹羅國｜(特務艦シイシャン、バガン略）砲艦トングリ｜(神戸ニテ建造)9-11｜神戸／〃(砲艦トングリ)｜9-17　9-18｜横濱 〕
19. ↑  6月11日に三菱重工業神戸造船所内のシャム国海軍宿舎を閉鎖、残務処理を伊8艤装員長がおこなう[41]。